# Kommunistische Universität der Werktätigen des Ostens
Die Kommunistische Universität der Werktätigen des Ostens (KUTW, russisch Коммунисти́ческий университе́т трудя́щихся Восто́ка имени И. В. Сталина, КУТВ) in Moskau war eine Einrichtung, an der Kader nicht-russischer Abstammung in revolutionärer Theorie und Praxis ausgebildet wurden. Sie bestand von 1921 bis 1938.

## Geschichte
Die Universität wurde am 21. April 1921 durch die Regierung der Russischen Sozialistischen Föderativen Sowjetrepublik und der Komintern gegründet. Im Jahre 1923 erhielt sie als Namenszusatz den Ehrentitel „имени И. В. Сталина“ („benannt nach J. W. Stalin“).
Sie diente ursprünglich der Schulung von Personen nicht-russischer Nationalität, die auf dem Gebiet der Sowjetunion lebten, um sie der Oktoberrevolution zu verpflichten. Schon nach wenigen Jahren wurde ihr Auftrag erweitert: Sie sollte diejenigen Kader ausbilden, die die Revolution in die Kolonien und die abhängigen Gebiete Asiens weitertragen sollten. So waren bereits im Jahr 1925 Studenten aus 10 verschiedenen Staaten und Gebieten an der Universität eingeschrieben, und 1927 waren es 74 Nationalitäten.
Die Universität hatte Außenstellen in Baku (Aserbaidschan), Irkutsk und Taschkent (Usbekistan).
Der Lehrstoff bestand vor allem aus den Grundlagen des Marxismus-Leninismus, Methoden der Massenmobilisierung, Verwaltung und Recht sowie Ansätze zur proletarischen Revolution.
Als in der Mitte der 1920er Jahre der Bürgerkrieg in China voll ausbrach und ein hoher Bedarf an chinesischen Revolutionären bestand, wurde eine weitere Hochschule speziell für Chinesen gegründet: die Sun-Yat-sen-Universität. Im Jahre 1928 wurden etwa 100 chinesische Studenten an die Sun-Yat-sen-Universität versetzt.
Der erste Präsident der Einrichtung Karl Radek fiel in den 1930er Jahren einer politischen Säuberung zum Opfer. Im Zuge dessen wurde die Universitat geschlossen.

## Bekannte Dozenten
- Jānis Krūmiņš, lettischer Kommunist

## Berühmte Absolventen
- Chiang Ching-kuo, Republik China
- Liu Shaoqi, Deng Xiaoping, Ren Bishi, Ye Jianying, Ye Ting, Xie Xuehong (später Volksrepublik China)[1]
- Hồ Chí Minh, Vietnam
- Nazım Hikmet, türkischer Dichter
- Dschaʿfar Pischewari, Aserbaidschanischen Volksregierung, Kommunistische Partei des Iran
- Hassan Israilow, Tschetschenien
- Chalid Bakdasch, Syrische Kommunistische Partei
- Fahd, Irakische Kommunistische Partei
- Harry Haywood, Kommunistische Partei (Vereinigte Staaten)
- Manabendra Nath Roy, Mitbegründer der kommunistischen Parteien in Mexiko und Indien
- Sen Katayama, Kommunistische Partei Japans
- Tan Malaka, Kommunistische Partei Indonesiens
- Mirsaid Sultangalijew, tatarischer Kommunist
- Saltschak Toka, Tuwinische Volksrepublik